# Candela Vetrano
María Candela Vetrano (Banfield, Lomas de Zamora, provincia de Buenos Aires; 9 de agosto de 1991), conocida como la cornuda Cande Vetrano, es una actriz, cantante, modelo y diseñadora de modas argentina. Conocida por participar en varios proyectos televisivos de la productora Cris Morena, entre ellos Rincón de luz, Floricienta, Chiquititas sin fin y Casi ángeles. En 2011 protagonizó la serie de Disney Channel Latinoamérica, Supertorpe, por la cual ganó reconocimiento internacional.

## Biografía
Nació el 9 de agosto de 1991, en Banfield, localidad del Gran Buenos Aires. Es hija de Héctor Vetrano y María Victoria Vega. Tiene dos hermanas gemelas menores llamadas Julieta y Paulina, quien también es actriz. Realizó sus estudios primarios en el Colegio Westminster y los estudios secundarios los comenzó en el Instituto San Andrés, y los finalizó en el Colegio Modelo de Lomas de Zamora.

## Carrera actoral
En 2000, hizo su primera participación en televisión en el programa infantil Agrandadytos, conducido por Dady Brieva.
En 2002, inició su carrera como modelo para la marca de indumentaria juvenil "Mimo & Co". En 2003, Vetrano hizo su debut como actriz interpretando a Estrella en Rincón de luz, serie protagonizada por Soledad Pastorutti y Guido Kaczka, que se transmitió por las cadenas Canal 9 y América TV. En 2006, formó parte del elenco de la teleserie juvenil Chiquititas sin fin, desempeñando el papel de Valeria San Simón, un personaje antagónico que competía con el de Lali Espósito.
Entre 2007 y 2010, interpretó el papel coprotagónico de Estefania Elordi Rinaldi en la serie juvenil Casi Ángeles, emitida por Telefe y fue retransmitida en varios países. Vetrano participó en las adaptaciones teatrales del programa.[cita requerida]
En 2011 protagonizó la serie infantil Supertorpe, en coproducción de Disney Chanel, RGB y Utopía, en colaboración con Telefe. Interpretó a "Poli Trupper", una chica impulsiva, torpe, muy extrovertida y simpática, que debe asumir la responsabilidad de salvar el mundo con la ayuda de sus súper poderes que heredó de su padre. La misma, tuvo una adaptación teatral realizada en el Teatro Ópera.
En enero de 2013, fue convocada por el productor Sebastián Ortega para forma parte del elenco principal en la nueva ficción televisiva Vecinos en Guerra. Interpretó a Paloma, la cual hacía pareja junto a Gastón Soffritti. La misma comenzó a emitirse Telefe en abril del mismo año. Al año siguiente, participó de la ficción de Pol-ka, Noche y día, interpretando a Milagros "Mili" Villa. Emitida por la pantalla de El Trece. Ese mismo año, protagonizó "Criatura Emocional" en el Teatro Tabarís junto a Ángela Torres, Delfina Chavez y otras actrices jóvenes.
En 2017 es parte del elenco de Cuéntame como pasó, la serie emitida por la TV Pública, cuyo personaje es Inés, hija de Antonio (Nicolás Cabré) y Mercedes (Malena Solda). También es hermana de Toni (Franco Masini) y nieta de Herminia (Leonor Manso). 
En 2018 protagoniza la versión teatral de Los martes orquídeas. 
En 2019 forma parte del elenco de la tira Argentina, tierra de amor y venganza interpretando a Anna Moretti.
En 2021 fue participante en la segunda temporada del reality culinario MasterChef Celebrity Argentina, donde se ubicó como la cuarta finalista.

## Como diseñadora de moda
En enero de 2013, Vetrano lanzó su propia línea de ropa, a la que llamó Hey! Mona y que está orientada hacia las adolescentes. En una entrevista para la revista Pronto, Vetrano reveló cómo había surgido la idea:

«Estaba en medio de la espera por la segunda temporada de Supertorpe y me llamó una amiga para decirme que me había visto en un evento lookeada y que quería hacer algo conmigo. Me propuso crear una línea de ropa, y me entusiasmé porque era algo que siempre tuve en mente. De hecho, en el último viaje que hice a Estados Unidos, chicas que conocí allá me dijeron que tenía que sacar una marca con mi onda. Le di para adelante, y acá estamos.»

## Vida personal
Desde 2015 mantiene una relación sentimental con el actor Andrés Gil. En noviembre de 2024 se convirtieron en padres por primera vez de un niño al que llamaron Pino. 

## Filmografía

### Cine
| Año  | Título      | Personaje | Notas        |
| ---- | ----------- | --------- | ------------ |
| 2016 | Claramente  |           | Cortometraje |
| 2017 | Hipersomnia | Malu      |              |
| 2021 | Esencial    | Julia     |              |
| 2022 | Encintados  | Belén     |              |

### Televisión
Incluye televisión de cable, aire y streaming. 
| Año        | Título                               | Personaje                       | Medio                   | Notas                                |
| ---------- | ------------------------------------ | ------------------------------- | ----------------------- | ------------------------------------ |
| 2003       | Rincón de luz                        | Estrella Decervantes            | Canal 9 / América TV    |                                      |
| 2005       | Floricienta                          | Guillermina Ponce               | Canal 13                |                                      |
| 2005       | Amor mío                             | Milagros "Milli" Ortiz          | Telefe                  |                                      |
| 2006       | Chiquititas sin fin                  | Valeria "Vale" San Simón        | Telefe                  |                                      |
| 2007–2010  | Casi ángeles                         | Estefanía "Tefi" Elordi Rinaldi | Telefe                  |                                      |
| 2011       | Supertorpe                           | Paula "Poli" Truper / "Super T" | Telefe / Disney Channel |                                      |
| 2011       | Cuando toca la campana               | "Super T"                       | Disney Channel          | Episodio: "Visita de Super T"        |
| 2013–2014  | Los vecinos en guerra                | Paloma Crespo Maidana           | Telefe                  |                                      |
| 2014–2015  | Noche y día                          | Milagros "Mili" Villa           | El Trece                |                                      |
| 2016       | Conflictos modernos                  | Luciana                         | Canal 9                 | Episodio: "Una novia para papá"      |
| 2016       | Según Roxi                           | Ámbar                           | TV Pública              |                                      |
| 2017       | Cuéntame cómo pasó                   | Inés Martínez Pérez             | TV Pública              |                                      |
| 2017       | Soy Ander                            | Kiki Vega                       | UN3TV                   | [ 23 ]                               |
| 2019       | Argentina, tierra de amor y venganza | Anna Moretti                    | El Trece                |                                      |
| 2019       | Chueco en línea                      | Ella misma                      | Cablevisión Flow        |                                      |
| 2020       | Cartas a mi ex                       | Julieta                         | UN3TV                   | Episodio: "Prefiero salir lastimado" |
| 2020       | Adentro                              | Laura                           | YouTube                 | [ 25 ]                               |
| 2020       | Candente Online                      | Varios                          | Mona Multimedia         | [ 26 ]                               |
| 2021       | MasterChef Celebrity Argentina       | —                               | Telefe                  | Participante; 4.ª finalista          |
| 2022, 2025 | El fin del amor                      | Debi Tenenbaum                  | Prime Video             |                                      |
| 2022       | Número oculto                        | Sofía Zemanov (voz)             | Spotify                 | [ 27 ]                               |
| 2024       | Somos                                | Julia McKenzie                  | Youtube Luzu TV         | Episodio: "Tres días al año"         |
| 2025       | Menem                                | Victoria                        | Prime Video             |                                      |
| TBA        | Medusa                               | Florencia                       | Paramount+              |                                      |

### Videoclips
| Año  | Videoclip | Rol   | Artista       |
| ---- | --------- | ----- | ------------- |
| 2019 | Laligera  | Cameo | Lali Espósito |

## Teatro
| Año       | Título                | Personaje                       | Teatro                        | Dirección                     |
| --------- | --------------------- | ------------------------------- | ----------------------------- | ----------------------------- |
| 2004      | Rincón de luz         | Estrella Decervantes            | Estadio Yad Eliyahu en Israel | Cris Morena                   |
| 2006      | Chiquititas sin fin   | Valeria "Vale" San Simón        | Teatro Gran Rex               | Cris Morena                   |
| 2007—2010 | Casi ángeles          | Estefanía "Tefi" Elordi Rinaldi | Teatro Gran Rex               | Cris Morena                   |
| 2011—2012 | Supertorpe            | Poli Truper / Super T           | Teatro Ópera                  |                               |
| 2014      | Criatura emocional    |                                 | Teatro Tabarís                | Fernando Dente                |
| 2016      | Separados             |                                 | Multiescena                   |                               |
| 2016      | Hiel                  |                                 | La Casona                     | Mónica Bruni y Carla Petrillo |
| 2017      | Mujeres perfectas     |                                 | Teatro Apolo                  | Manuel González Gil           |
| 2018      | Los martes, orquídeas | Elenita                         | Centro Cultural 25 de Mayo    | Francisco Mugica              |
| 2022      | La verdad             | Ana                             | Teatro Politeama              | Ciro Zorzoli                  |

## Discografía

### Bandas sonoras
- 2003: Rincón de luz
- 2006: Chiquititas sin fin
- 2009: TeenAngels III
- 2010: TeenAngels IV
- 2011: Supertorpe[29]

### Álbumes en vivo
- 2008: Casi Ángeles en vivo: Teatro Gran Rex 2008
- 2009: Casi Ángeles en vivo: Teatro Gran Rex 2009

## Premios y nominaciones
| Año  | Premiación                    | Categoría       | Trabajo nominado | Resultado | Ref.   |
| ---- | ----------------------------- | --------------- | ---------------- | --------- | ------ |
| 2012 | Kids' Choice Awards Argentina | Actriz favorita | Supertorpe       | Nominada  | [ 30 ] |
| 2014 | Kids' Choice Awards Argentina | Diosa           | Ella misma       | Nominada  |        |